# 城巴14線
城巴14線是香港島的一條巴士路線，來往西灣河（嘉亨灣）及赤柱炮台。

## 歷史
- 1960年5月1日：投入服務，當時由筲箕灣來往赤柱村，途經香島道（即現時柴灣道由愛秩序街至山翠苑一段，及整條大潭道）往來，是首條往來港島東區至赤柱的巴士路線，以及第二條來往港島南區及東區的巴士路線。當時只以九座位小型巴士行走，每小時一班[4]。
- 1964年4月16日：服務時間延長至晚上十時正。
- 1975年2月16日：延長至西灣河碼頭及赤柱炮台，配合取消16線（赤柱村至赤柱炮台）。
- 1983年10月4日：西灣河碼頭總站遷往新填海區。
- 1997年7月1日：因應中國收回香港主權，中國人民解放軍進駐香港，由於駐軍不得自行外出及攜眷來港，故無出行需要，取消赤柱炮台（禁區內）總站，但巴士仍以軍營內調頭。
- 1998年9月1日：由新世界第一巴士取代中華巴士經營本線。
- 1999年2月8日：本線增設空調服務。
- 2000年10月5日：因西灣河碼頭巴士總站興建嘉亨灣而遷往太安街。
- 2001年8月27日：赤柱炮台總站遷往赤柱軍營閘口迴旋處，以解決車長需申請許可證的問題。
- 2004年4月13日：遷往愛秩序灣（愛德街），路線牌仍顯示「西灣河」，以免乘客以為只前往筲箕灣。
- 2006年6月24日：總站遷往嘉亨灣。路線牌顯示改為「嘉亨灣」及「西灣河」交替顯示。
- 2012年9月17日：配合新巴及城巴重組赤柱部份巴士路線，由嘉亨灣開出之班次，改為循環線，回程並繞經赤柱廣場巴士總站。於循環線時段，赤柱村往赤柱炮台的分段收費改為只接受八達通付款，現金付款的乘客需繳付全費[5]。
  - 星期一至五：08:20-15:00及20:20-23:40
  - 星期六：08:20-23:40
  - 假日：08:15-23:40
- 2016年2月28日：當日起在循環線運作時段，於赤柱村之前上車的乘客須於赤柱廣場或之前落車；同時在非循環線時段，赤柱村往赤柱炮台分段收費統一 只接受八達通付款，現金付款的乘客需繳付全程原費。
- 2018年8月31日：增設實時抵站時間查詢服務。
- 2019年11月18日：往赤柱炮台（閘口）方向，不停黃麻角道「斜炮頂」站，改停黃麻角道「赤柱炮台」站。[6]
- 2023年7月1日：兩巴專營權合併，改由城巴接辦。

## 其他

### 赤柱炮台
本線的赤柱炮台總站，初時位於赤柱軍營內，由於屬於軍事禁區，除駐港英軍外，乘客到達赤柱炮台閘口便要全部下車，然後車長駛入赤柱軍營內載客返回市區。
1997年7月1日香港回歸中國後，該處成為解放軍駐港部隊的軍營。由於駐港解放軍實行封閉管理，赤柱軍營不得隨意進出，但由於閘口對出的黃麻角道，巴士無法掉頭，故此巴士到達閘口，乘客全部下車後，車長需要空車駛入軍營掉頭，然後駛出軍營閘口接載乘客，直至2001年8月27日起配合赤柱軍營閘口的巴士迴旋處啟用，總站遷往該處，車長從此不需要申請許可證駛入軍營範圍，至於6A要差不多7年後（2008年6月30日）才遷往該處。

### 大潭道／大潭水塘
本路線途經的大潭道，其中一段為1917年全段通車的大潭水塘主壩，本身路面闊度只有5米，無法同時容納2輛重型車輛行駛，因此本線用車方面受到極大限制，中巴曾採用佳牌阿拉伯五型巴士（LX）及利蘭勝利二型（LV）行駛，新巴接辦後，由於佳牌阿拉伯五型已於1997年前全數已被中華巴士淘汰，而當時可應付本路線路面的車款只有利蘭勝利二型，因此初時仍以該款巴士行走，1999年2月8日才引入丹尼士飛鏢10.1米單層低地台空調巴士（20XX），及至新巴購入丹尼士三叉戟10.3米矮身低地台雙層空調巴士（33XX），本路線於2000年2月8日起改派33XX行駛並提升至全空調服務。然而，隨著丹尼士三叉戟年事已高，即將退役，因此新巴於2017年4月28日起，加入亞歷山大丹尼士Enviro 400（3800-3859）行走。
另外，本線的往嘉亨灣方向，開車時間並非赤柱砲台，而是以赤柱市集作準。

## 服務時間及班次
常規班次
| 西灣河（嘉亨灣）開 | 西灣河（嘉亨灣）開 | 西灣河（嘉亨灣）開 | 西灣河（嘉亨灣）開 | 赤柱炮台開       | 赤柱炮台開  | 赤柱炮台開   | 赤柱炮台開 |
| 日期               | 服務時間           | 班次（分鐘）       | 經馬坑             | 日期             | 服務時間    | 班次（分鐘） | 經馬坑     |
| ------------------ | ------------------ | ------------------ | ------------------ | ---------------- | ----------- | ------------ | ---------- |
| 星期一至五         | 05:40-06:20        | 20                 | 不經               | 星期一至五       | 06:15-08:35 | 20           | 不經       |
| 星期一至五         | 06:30              | 06:30              | 不經               | 星期一至五       | 08:55-15:35 | 20           | 經         |
| 星期一至五         | 06:40-08:00        | 20                 | 不經               | 星期一至五       | 15:55-17:35 | 20           | 不經       |
| 星期一至五         | 08:20-15:00        | 20                 | 經                 | 星期一至五       | 18:00       | 18:00        | 不經       |
| 星期一至五         | 15:20-20:00        | 20                 | 不經               | 星期一至五       | 18:15-20:35 | 20           | 不經       |
| 星期一至五         | 20:20-23:40        | 20                 | 經                 | 星期一至五       | 20:55-23:35 | 20           | 經         |
|                    |                    |                    |                    | 星期一至五       | 00:00       |              | 經         |
| 星期六             | 05:40-06:20        | 20                 | 不經               | 星期六           | 06:15-08:35 | 20           | 不經       |
| 星期六             | 06:30              | 06:30              | 不經               | 星期六           | 08:55-17:35 | 20           | 經         |
| 星期六             | 06:40-08:00        | 20                 | 不經               | 星期六           | 18:00       | 18:00        | 經         |
| 星期六             | 08:20-23:40        | 20                 | 經                 | 星期六           | 18:15-23:35 | 20           | 經         |
|                    |                    |                    |                    | 星期六           | 00:00       |              | 經         |
| 星期日及公眾假期   | 05:40-08:00        | 20                 | 不經               | 星期日及公眾假期 | 06:15-08:35 | 20           | 不經       |
| 星期日及公眾假期   | 08:15-10:00        | 15                 | 經                 | 星期日及公眾假期 | 08:55-10:40 | 15           | 經         |
| 星期日及公眾假期   | 10:00-18:00        | 12                 | 經                 | 星期日及公眾假期 | 10:40-18:40 | 12           | 經         |
| 星期日及公眾假期   | 18:00-19:00        | 15                 | 經                 | 星期日及公眾假期 | 18:40-19:55 | 15           | 經         |
| 星期日及公眾假期   | 19:00-23:40        | 20                 | 經                 | 星期日及公眾假期 | 19:55-23:35 | 20           | 經         |
|                    |                    |                    |                    | 星期日及公眾假期 | 00:00       |              | 經         |

以下時間開出的班次將有特別安排：
- 嘉亨灣開：
  - 星期一至六：
    - 05:40、06:40、07:40開出的班次先經赤柱監獄，後前往赤柱炮台

  - 星期日及公眾假期：
    - 05:40開出的班次先經赤柱監獄，後前往赤柱炮台

- 赤柱炮台開：
  - 星期一至五：
    - 14:55、15:15開出的班次經赤柱監獄及赤柱廣場往嘉亨灣
    - 16:15、17:15開出的班次經赤柱監獄往嘉亨灣

  - 星期六：
    - 14:55、15:15、16:15、17:15開出的班次經赤柱監獄及赤柱廣場往嘉亨灣

  - 星期日及公眾假期：
    - 19:10開出的班次經赤柱監獄及赤柱廣場往嘉亨灣

特別班次（嘉亨灣←→馬坑）
- 嘉亨灣開：
  - 星期一至六：07:50
- 馬坑廣場開：
  - 星期一至六：06:25、07:10、08:30

特別班次（嘉亨灣←→赤柱監獄）
- 星期一至六：07:10

所有特別班次逢星期日及公眾假期不設服務

## 收費
全程：$11.2
西灣河（嘉亨灣）開
| 落車站＼上車站     | 山翠苑 或之前 | 龜背灣 或之前 | 赤柱廣場 或之前 |
| ------------------ | ------------- | ------------- | --------------- |
| 西灣河（嘉亨灣）起 | $5.5^         | $7.6^         | $11.2           |
| 龜背灣起           | 不適用        | 不適用        | $7.6            |
| 赤柱村起           | 不適用        | 不適用        | $4.3^           |

- 有 ^ 之收費必須以八達通或電子支付工具繳付，並須於下車前再次確認方可享有此優惠。

赤柱炮台開
| 落車站＼上車站 | 赤柱警署 或之前 | 龜背灣 或之前 | 西灣河（嘉亨灣） 或之前 |
| -------------- | --------------- | ------------- | ----------------------- |
| 赤柱炮台起     | $4.3^           | $7.6^         | $11.2                   |
| 龜背灣起       | 不適用          | 不適用        | $7.6                    |
| 山翠苑起       | $4.9            |               |                         |

- 有 ^ 之收費必須以八達通或電子支付工具繳付，並須於下車前再次確認方可享有此優惠。

| - 本線設有12歲以下小童及65歲或以上長者半價優惠。 - 65歲或以上香港居民使用「樂悠咭」，以及12歲以下合資格殘疾兒童使用「殘疾人士身份」個人八達通繳付車資，均可享有每程$2.0或半價（以較低者為準）的票價優惠；12至64歲合資格殘疾人士使用「殘疾人士身份」個人八達通（包括「樂悠咭」），以及60至64歲香港居民使用「樂悠咭」繳付車資，均可享有每程$2.0或全費（以較低者為準）的票價優惠。 - 65歲或以上長者如使用長者或一般個人八達通繳付車資，則只可享有半價優惠；12至64歲合資格殘疾人士如不使用「殘疾人士身份」個人八達通，以及60至64歲人士如不使用「樂悠咭」繳付車資，必須繳付全費。 - 乘客可以現金或八達通於上車時付款，不設找續。 - 每位成人乘客可免費攜帶最多兩名4歲以下而不佔座位的兒童乘客乘車，超額之4歲以下小童必須繳付小童車費乘車。 - 九龍巴士、城巴及龍運巴士全職員工及家屬（不包括外判職員）可免費乘搭本路線，惟必須拍職員或職員家屬八達通。 - 乘客亦可使用AlipayHK「易乘碼」、支付寶、 WeChatHK／微信支付「搭車碼」、銀聯雲閃付「乘車碼」及BOC Pay「乘車碼」、具有感應式支付功能的VISA、Mastercard及銀聯卡，以及Apple Pay、Google Pay及Samsung Pay流動支付平台繳付車資。使用此支付方式的乘客可享有中途下車之分段收費，以及與其他城巴獨營路線或聯營線城巴班次之轉乘優惠，惟不適用於與非城巴路線之轉乘優惠。使用此支付方式的乘客亦不能享有「公共交通費用補貼計劃」及「長者及合資格殘疾人士公共交通票價優惠計劃」。 |

### 八達通轉乘優惠
乘客登上本線後指定時間內以同一張八達通卡轉乘以下路線，或從以下路線登車後指定時間內以同一張八達通卡轉乘本線，次程可獲車資折扣優惠：
14←→6、6X，轉乘時限為90分鐘，只可於赤柱村／赤柱警署轉車
- 14往嘉亨灣 → 6往中環，次程可獲$3.1折扣優惠
- 14往嘉亨灣 → 6X往中環，次程可獲$3.6折扣優惠
- 6或6X往赤柱 → 14往赤柱炮台，次程車資全免
  - 從6／6X轉乘本線時，八達通會先被扣除本線的全程收費，於赤柱炮台或之前落車時再次拍卡，落車拍卡時如能符合轉乘時限方可免費乘搭本線。
  - 從本線轉乘6／6X時，必須於赤柱警署落車並再次拍卡，方會6／6X於上車時獲得折扣優惠。

14←→63、65、66，次程可獲$1折扣優惠，轉乘時限為180分鐘
- 14往赤柱炮台 → 66往中環、63或65往北角碼頭
- 66往馬坑、63或65往赤柱村 → 14往嘉亨灣
  - 從本線轉乘66時，如於赤柱村至赤柱警署之間上車，於赤柱廣場落車時須再次拍卡，否則將不能享用$1折扣優惠。

14←→2X、720/720A，次程可獲$1折扣優惠，轉乘時限為180分鐘
- 14往嘉亨灣 → 2X往會展站、720往中環或720A往金鐘
- 2X往筲箕灣或720往嘉亨灣 → 14往赤柱炮台

14←→82、682系、694
- 14往嘉亨灣 → 82往小西灣，次程車資全免，轉乘時限為90分鐘
- 14往嘉亨灣 → 82往北角碼頭，次程可獲$1折扣優惠，轉乘時限為90分鐘
- 82往北角碼頭 → 14往赤柱炮台，次程可獲$3.3/$6.3折扣優惠，轉乘時限為90分鐘
- 82往小西灣 → 14往赤柱炮台，次程可獲$1折扣優惠，轉乘時限為90分鐘
- 14往嘉亨灣 → 682往馬鞍山，次程可獲$1.5折扣優惠，轉乘時限為120分鐘
- 14往嘉亨灣 → 694往將軍澳，次程可獲$1.5折扣優惠，轉乘時限為90分鐘
- 682系或694往柴灣 → 14往赤柱炮台，次程可獲$1.5折扣優惠，轉乘時限為120分鐘

## 使用車輛
受大潭道近大潭水壩的狹窄路面影響，本線長期以來一直祇能使用車身長度較短的巴士行走。現時本線會主力使用矮車身的亞歷山大丹尼士Enviro 400行走。
2019年，受山頂纜車暫停服務影響，新世界第一巴士向城巴租用部分亞歷山大丹尼士Enviro 400（7000-7059）行走本線及9號線，以便騰出足夠Enviro400 Euro V（3800-3859）行走受加列山道天橋高度限制的15、15B及X15線。相關安排亦有於2021年實行，以應付假日龐大客量。
2023年5月18日起，隨著新巴將會併入至城巴，一度再次向城巴租用部分亞歷山大丹尼士Enviro 400（7000-7059）行走本線及9號線，城巴正式營運該兩條路線後，該車款陸續成為主力用車。

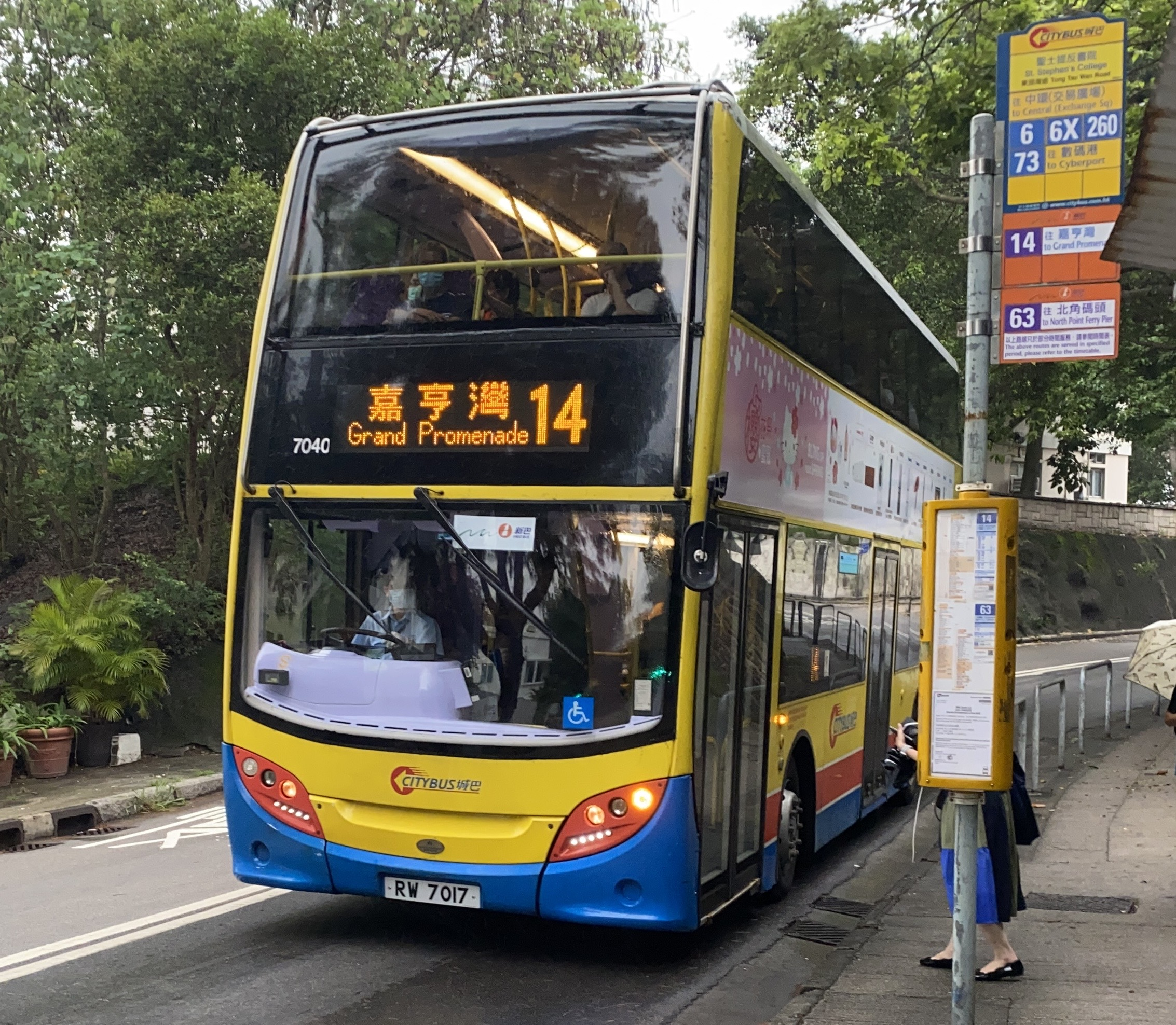
因特別車務安排而行駛新巴14號線的城巴巴士

## 行車路線
嘉亨灣開經：太安街、筲箕灣道、柴灣道、大潭道、赤柱村道、東頭灣道、黃麻角道、赤柱炮台閘口迴旋處及黃麻角道。
斜體字之路段祇限每日05:40及平日06:40、07:40開出的班次駛經
赤柱炮台開經：黃麻角道、東頭灣道、赤柱村道、#佳美道、#馬坑邨公共運輸交匯處、#佳美道、（環角道、迴旋處、環角道、佳美道）、#赤柱村道、大潭道、柴灣道、筲箕灣道及太康街。
斜體字之路段祇限星期一至六14:55、15:15、16:15、17:15班次及假日19:15開出班次繞經
#星期一至五08:55-15:35、20:55後班次、星期六及假日08:55後開出的班次，繞經馬坑（赤柱廣場）巴士總站。
括號內之路段祇限馬坑（赤柱廣場）開出的特別班次駛經。

### 沿線車站
| 西灣河（嘉亨灣）開 | 西灣河（嘉亨灣）開   | 西灣河（嘉亨灣）開             | 赤柱炮台開 | 赤柱炮台開           | 赤柱炮台開           |
| 序號               | 車站名稱             | 位置                           | 序號       | 車站名稱             | 位置                 |
| ------------------ | -------------------- | ------------------------------ | ---------- | -------------------- | -------------------- |
| 1                  | 西灣河（嘉亨灣）     | 西灣河（嘉亨灣）公共運輸交匯處 | 1*         | 赤柱炮台             | 黃麻角道             |
| 2                  | 西灣河站             | 太安街                         | 2*         | 斜炮頂               | 黃麻角道             |
| 3                  | 海晏街               | 筲箕灣道                       | 3*         | 富豪海灣             | 黃麻角道             |
| 4                  | 愛秩序灣道           | 筲箕灣道                       | 4*         | 聖士提反書院附屬小學 | 黃麻角道             |
| 5                  | 南安里               | 筲箕灣道                       | 5*         | 鄧肇堅運動場         | 黃麻角道             |
| 6                  | 明華大廈             | 柴灣道                         | #*         | 香港航海學校         | 東頭灣道             |
| 7                  | 阿公岩道             | 柴灣道                         | #*         | 聖士提反書院         | 東頭灣道             |
| 8                  | 鯉魚門公園           | 柴灣道                         | #*         | 赤柱監獄             | 東頭灣道             |
| 9                  | 山翠苑               | 大潭道                         | #*         | 聖士提反書院         | 東頭灣道             |
| 10                 | 女童軍訓練中心       | 大潭道                         | 6*         | 赤柱警署             | 赤柱村道             |
| 11                 | 新橋面               | 大潭道                         | 7~         | 赤柱廣場             | 馬坑邨公共運輸交匯處 |
| 12                 | 西灣濾水廠           | 大潭道                         | ^          | 馬坑邨駿馬樓         | 環角道               |
| 13                 | 大潭水塘（北）       | 大潭道                         | ^          | 馬坑邨觀馬樓         | 環角道               |
| 14                 | 大潭郊野公園         | 大潭道                         | 8          | 赤柱崗道             | 赤柱村道             |
| 15                 | 龜背灣               | 大潭道                         | 9          | 赤柱灘道             | 赤柱村道             |
| 16                 | 美國會所             | 大潭道                         | 10         | 輝百苑               | 大潭道               |
| 17                 | 聽濤小築             | 大潭道                         | 11         | 曼克頓花園           | 大潭道               |
| 18                 | 旭逸居               | 赤柱村道                       | 12         | 龜背灣               | 大潭道               |
| 19                 | 海灣園               | 赤柱村道                       | 13         | 大潭郊野公園         | 大潭道               |
| ^                  | 赤柱廣場             | 馬坑邨公共運輸交匯處           | 14         | 大潭水塘（南）       | 大潭道               |
| 20*                | 赤柱村               | 赤柱村道                       | 15         | 大潭水塘（北）       | 大潭道               |
| #*                 | 香港航海學校         | 東頭灣道                       | 16         | 石澳道               | 大潭道               |
| #*                 | 聖士提反書院         | 東頭灣道                       | 17         | 女童軍訓練中心       | 大潭道               |
| #*                 | 赤柱監獄             | 東頭灣道                       | 18         | 山翠苑               | 大潭道               |
| #*                 | 聖士提反書院         | 東頭灣道                       | 19         | 筲箕灣官立中學       | 柴灣道               |
| 21*                | 黃麻角道公立醫局     | 黃麻角道                       | 20         | 阿公岩道             | 柴灣道               |
| 22*                | 聖士提反書院附屬小學 | 黃麻角道                       | 21         | 南安里               | 筲箕灣道             |
| 23*                | 富豪海灣             | 黃麻角道                       | 22         | 新成街               | 筲箕灣道             |
| 24*                | 赤柱炮台             | 黃麻角道                       | 23         | 海晏街               | 筲箕灣道             |
|                    |                      |                                | 24         | 西灣河文娛中心       | 筲箕灣道             |
| 25                 | 太康樓               | 太康街                         |            |                      |                      |
| 26                 | 西灣河（嘉亨灣）     | 西灣河（嘉亨灣）公共運輸交匯處 |            |                      |                      |

註：
1. 馬坑特別班次不停靠有 * 號及 # 號之分站
2. 有 # 之分站祇限駛經赤柱監獄的班次停靠
3. 有 ^ 號之車站祇限馬坑特別班次停靠

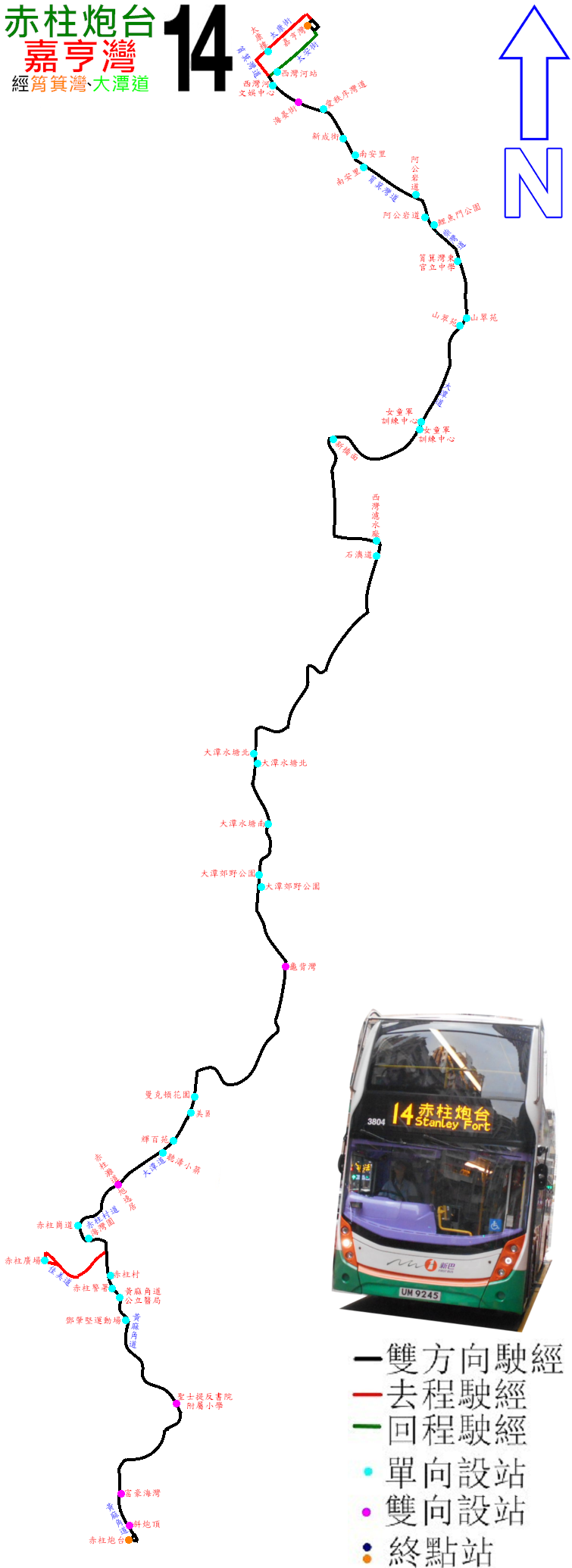
此線的走線圖

4. 部分時段不停靠有 ~ 號之分站，詳情請參閱上方「服務時間及班次」章節